# Tsongkhapa
Pour les articles homonymes, voir Tsongkhapa (homonymie).
Ganden Tripa
- Gyaltsab Je
Tsongkhapa, Lama Tsong Khapa ou Je Tsongkhapa (1357-1419), de son nom religieux Lobsang Dragpa, né à Tsongkha sur le site du futur monastère de Kumbum dans l'Amdo, une province du Tibet du nord est, fut un érudit, un professeur vénéré et le fondateur de la branche Guéloug du bouddhisme tibétain.
Il est réputé avoir été guidé par le bodhisattva Manjushri. Il préconisa un célibat strict et une formation académique inspirée du cursus monastique des shakyapa. Il fonda l'université monastique de Ganden sur la montagne Riwoché près de Lhassa, encore appelée école des Bonnets jaunes, école gelugpa du bouddhisme tibétain qui devint la lignée dominante politiquement à la fin du XVIe siècle, lignée à laquelle appartiennent les dalaï-lamas. Son ordre créé a, semble-t-il, commencé par être nommé gandenpa, puis gelugpa donc « les vertueux » en tibétain.

## Début de sa vie

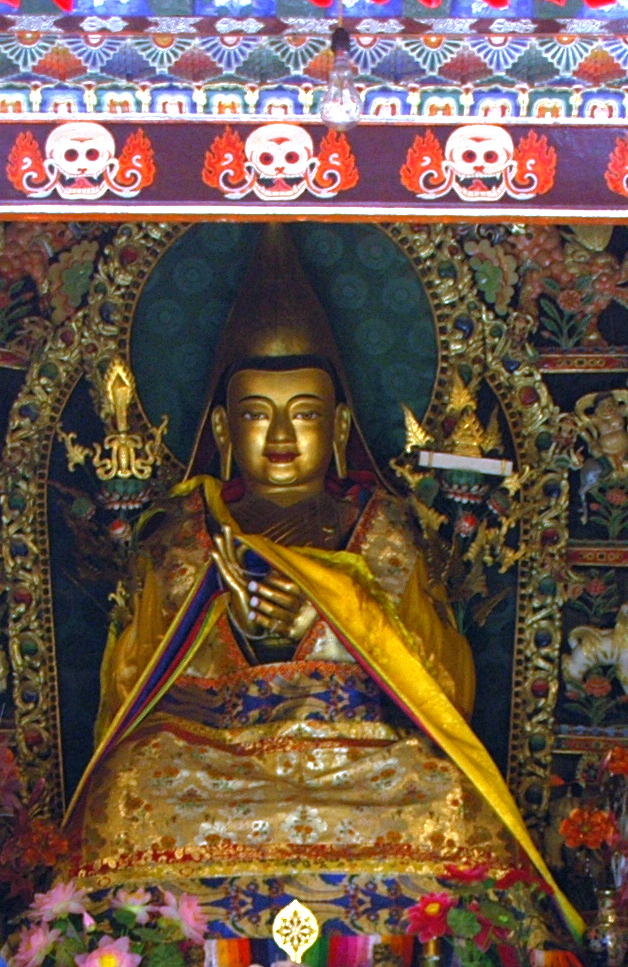
Statue de Tsongkhapa, initiateur de l'école guélougpa, sur l'autel du Temple de son lieu de naissance le monastère de Kumbum, dans le Qinghai, photo de l'écrivain Mario Biondi, 7 juillet 2006

Tsongkhapa est né d'un père darughachi (du mongol (écriture mongole) : ᠳᠠᠷᠦᠭᠠᠼᠢ, gardien des sceaux, fonctionnaire du gouvernement mongol créé en 1211 par Gengis Khan représentant le gouvernement, parfois traduit comme gouverneur mongol, en tibétain : da ra kha che) mongol, Lubum Ge (ཀླུ་འབུམ་དགེ, klu 'bum dge ; 鲁本格, lǔběn gé), et d'une mère tibétaine, Shingza Acho (ཤིང་བཟའ་ཨ་ཆོས, shing bza' a chos), le 21 novembre 1357, (6e année de rabqung (zh)) (རབ་བྱུང་), année du coq de feu, à Tsongkha (Kumbum), près de Xining, dans l'Amdo, une province du Tibet du nord est.
Selon la tradition, à l'endroit où il naquit, s'est développé un arbre de santal blanc  dont les feuilles étaient marquées de lettres tibétaines et qu'Alexandra David-Néel aurait vu. Le premier temple du monastère de Kumbum y sera construit en son honneur, en 1560.
Tsongkhapa, initiateur de l'école guéloug, commença très jeune sa vie religieuse : à 3 ans, il reçut à Shadzong Ritro l'ordination laïque (upasaka) du 4e karmapa Rolpe Dorje qui prédit qu'il aurait une grande importance pour le bouddhisme tibétain. Il prit les vœux de novice à l'âge 7 ans. Il reçut une éducation éclectique qui lui permit de connaître le meilleur de tous les courants.
Il est mort le 21 novembre 1419.

## Production
Il s’est principalement inspiré de la tradition kadampa, mettant l'emphase sur l’observance du vinaya (règles monastiques) ainsi que sur la connaissance des Sûtras et des textes des philosophes indiens, en particulier Nagarjuna et Chandrakirti, aussi bien que des tantras. Il s’efforça de contenir le vajrayana à l’intérieur du cadre mahayana et définit son idée du bouddhisme dans l’Ode aux réalisations où il mentionne les trois aspects principaux de la voie : compassion, sagesse et désir de libération. 
Tsongkhapa est aussi l’initiateur de la cérémonie annuelle de prières communes des moines, Mönlam Chenmo ; la première se déroula au monastère de Jokhang en 1409. Tsongkhapa eu notamment comme disciples principaux Gendun Drub (1391-1474) et Khedrup Je, qui seront reconnus par la suite respectivement comme le 1er dalaï-lama et le 1er panchen-lama, liés par une relation de maître à disciple au cours de leurs incarnations successives. 
Tsongkhapa fonda en 1409 le monastère de Ganden. Ses disciples Gyaltsab Je (1364-1431), puis Khedrup Je (1385-1438), le remplacèrent. Gyaltsab Je fut le 1er ganden tripa, détenteur du trône de Ganden, à succéder à Tsongkhapa.
Les gelugpa ont intégré des pratiques issues de différentes écoles bouddhistes, mais la principale est le Lamrim « Voie progressive » développé dans Pratique selon le Lamrim (Lam-rim chen-mo) par Tsongkhapa à partir de La Lampe de la voie (Bodhipathapradipa) d'Atisha, inspirateur de la pensée kadampa. 
En philosophie, il interprète le système Madhyamaka de Nagarjuna selon un point de vue conventionnaliste poussé à l'extrême (les phénomènes n'ont qu'une existence conventionnelle qui se ramène à une simple désignation).

## Lien avec Manjushri
Tsongkhapa eut des visions de Manjushri après sa rencontre avec le lama Umapa Pawo Dorjé, un maître tibétain du Kham au Tibet oriental issu d'une famille pauvre qui avait eu, alors qu'il était enfant et berger, une vision du Bodhisattva de la Sagesse. Le lama Umapa fut un des enseignants de Tsongkhapa, et lors d'une retraite de méditation, Tsongkhapa âgé alors d'environ 30 ans eut la vision d'une lumière bleue où se trouvait Manjushri. Par la suite, quand il se posait une question, Manjushri lui apparaissait et lui donnait des conseils, comme le choix de réaliser une retraite de méditation dans le sud du Tibet.

## Renommée en Asie

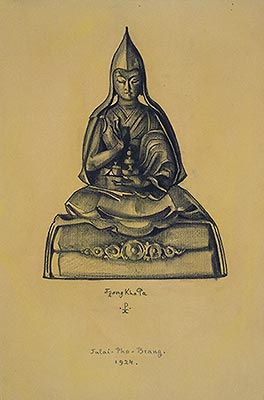
Dessin de Tsongkhapa, par Nicholas Roerich en 1924

Tsongkhapa fut renommé dans toute l'Asie de son vivant, jusqu'aux empereurs de la dynastie Ming qui l'invitèrent par deux fois à la cour. Tsongkhapa refusa l'invitation, car selon Tenzin Gyatso, le 14e dalaï-lama, il ne se préoccupait pas de sa renommée, mais envoya l'un de ses disciples les plus proches. 
Tsongkhapa se préoccupait davantage de la préservation et de la transmission du Dharma, c'est pourquoi il fonda le monastère de Ganden, et que ses disciples fondèrent les monastères de Drépung (1416), et Sera (1419), tous trois situés à proximité de Lhassa. Gendun Drub fonda aussi le monastère de Tashilhunpo à Shigatsé, la seconde ville du Tibet.
Une fête, appelée Galdan Namchot est donnée dans différentes régions de l'Himalaya, le 25 octobre, jour de sa mort, considéré comme son éveil ou buddhatva.

## Ouvrages
Six ouvrages de Tsongkhapa sont particulièrement importants :
- Le Grand Livre de la progression vers l'éveil (Lam-rim chen-mo) (1402)
- Le Grand Exposé des tantras (sNgag-rim chenmo)
- L’Essence de l’éloquence des enseignements interprétatifs et définitifs (Drnng-nges legs-bshad snying-po),
- Éloge de la relativité (rTen-'brel bstodpa),
- Les cinq stades du Guhyasamaja (gSang-'dus rim-lnga gsal-sgron)
- Le Rosaire d’or (gSer-phreng)

## Sépulture

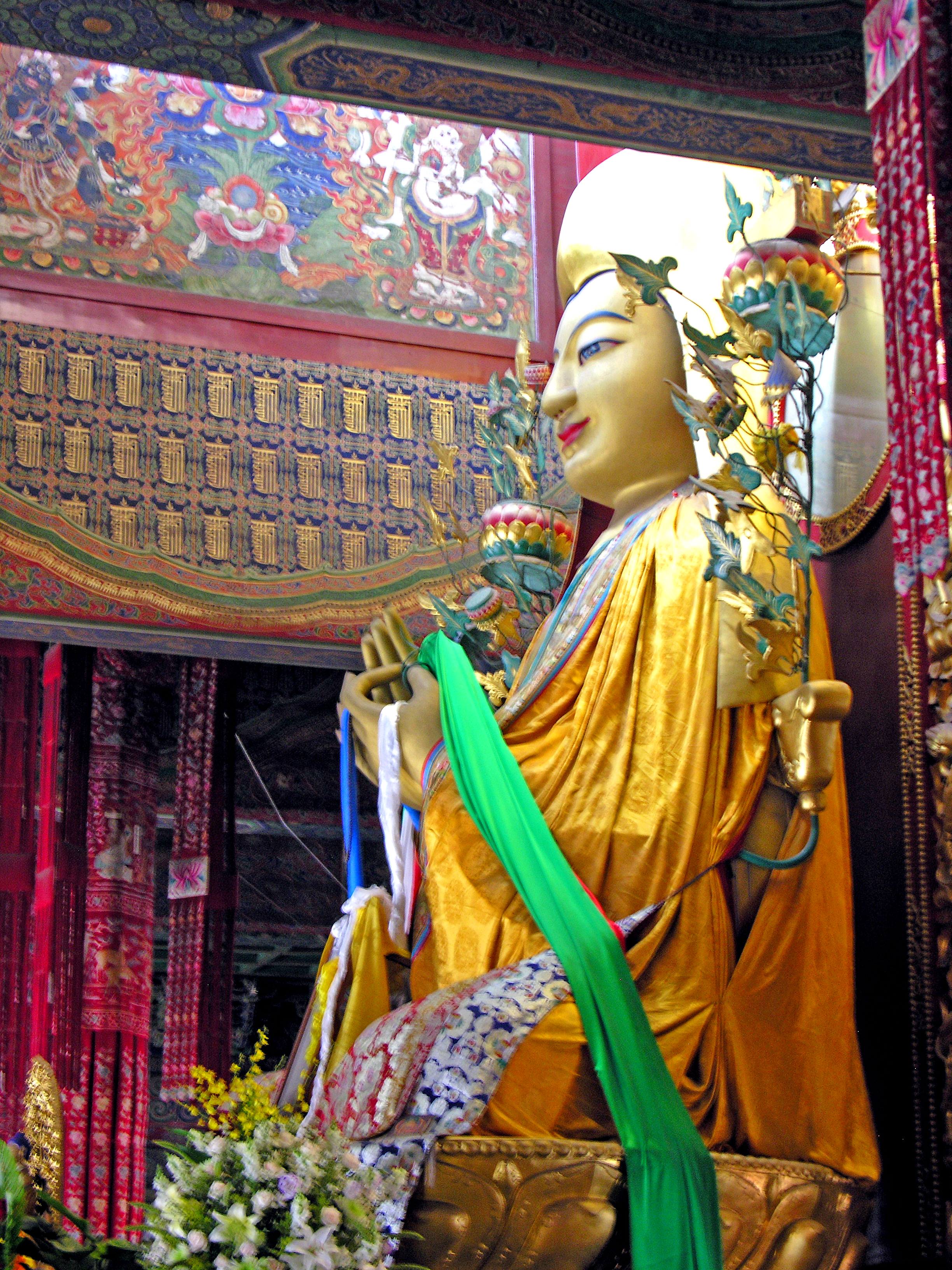
Tsongkhapa, temple de Yonghe, à Pékin

La momie de Tsongkhapa avait été conservée dans un tombeau situé au monastère de Ganden. Lors de la révolution culturelle, un lama tibétain, Bomi Rinpoché, fut contraint de porter sur son dos la momie de Tsongkhapa et de la jeter au feu après que les gardes rouges eurent détruit sa tombe. À l'insu de ces derniers, Bomi Rinpoché réussit cependant à extraire du bûcher des reliques, le crâne de Tsongkhapa et des cendres. Les reliques ont été placées dans une nouvelle tombe dans le monastère de Ganden toujours en cours de reconstruction.
Ribur Rinpoché restaura le stupa de Tsong Khapa qui avait été détruit, et qui contenait quelques reliques.

### Œuvres de Tsongkhapa traduites
- L'Ode aux réalisations de Dje Tsongkhapa, traduction sous la direction de Dagpo Rimpotché, commentaire de Ling Rinpoché, prologue du 14e Dalai Lama, Arkhana Vox, 1989,  (ISBN 2906588067 et 9782906588066)
- Le Grand Livre de la progression vers l'éveil (1402), traduit du tibétain par Georges Driessens sous la direction de Yonten Gyatso, 
tome 1 ; Édition Dharma :  (3 septembre 1999)  (ISBN 2864870142 et 978-2864870142)
tome 2, Dharma (1992)  (ISBN 2864870185 et 978-2864870180)
- (en) The Six Yogas of Nâropa. Tsongkhapa's Commentary, trad. Glenn H. Mullin, Snow Lion, 2005, 280 p. Titre en tibétain : Le livre des trois inspirations.
- (en) Golden Garland of Eloquence, Jain Pub, 2008-2013, 4 t.
- (en) The Great Exposition of Secret Mantra, Shambala Publishing, 1987-2012, 3 t.

### Études sur Tsongkhapa
- Françoise Wang, Djé Tsongkhapa. Rencontre avec un maître remarquable, Détchène Eusèl Ling, 2000, 200 p.
- (en) Robert A. F. Thurman, Life and Teachings of Tsong Khapa, Library of Tibetan Works and Archives, 2006, 289 p.